# نووکاتایوو
نووکاتایوو (به لاتین: Novokatayevo) یک منطقهٔ مسکونی در روسیه است که در باشقیرستان واقع شده‌است.